# Spherillo hypotoreus
Spherillo hypotoreus là một loài chân đều trong họ Armadillidae. Loài này được Jackson miêu tả khoa học năm 1936.